# Црква Светих бесребреника Кузмана и Дамјана у Азањи
Црква Светих бесребреника Козме и Дамјана у Азањи (општина Смедеревска Паланка), подигнута је у периоду од 1884. до 1889. године, под заштитом је државе као споменик културе.

## Изградња
Житељи села Азање су користили цркву у Кусатку за обављање својих верских обреда, јер су са житељима Кусатка чинили једну црквену општину.С обзиром на удаљеност цркве у Кусатку мештани Азање су имали потребу за подизањем нове цркве у центру села у близини дрвене звонаре.Према сачуваној црквеној архиви, могло би се претпоставити да је звонара могла  бити подигнута између 1860. И 1865. Године. На постојање звонаре у функцији мање капеле, указују и накнадно уписани записи на двема богослужбеним књигама. Нажалост не може се прецизно утврдити њено место. Даровни натпис  на једној књизи открива нам  да је дародавац јереј Лука Мајсторовић из Азање и да је књига поклоњена 1867. Године. Не помињање имена цркве могло би да се протумачи да је књига поклоњена капели која је била у оквиру звонаре уз чврсто убеђење да ће она прерасти у цркву. Звона су поклонили Крста Радовановић и његов син Стева Крстић, трговци из Азање.Након изградње цркве звона су пренета на торањ цркве.1882. године житељи Азање су се обратили надлежним црквеним органима за добијање дозволе за подизање нове цркве.Већ исте године је извршено постављање и освећење камена темељца.Чин освећења камена темељца је обавио протојереј и архијерејски намесник Смедерева Јосиф Маринковић уз саслужење месних свештеника Косте Мајсторовића и Луке Мајсторовића. Груби грађевински радови су били окончани 1884. Године.У октобру 1884. године цркву је посетио Београдски митрополит Теодосије. Градња цркве је трајала јако дуго,јер се зна да је на дан светих Козме и Дамјана , заштитника цркве осештана од стране Београдског митрополита Михаила Јовановића.На основу сачуване црквене архиве знамо да је 1888. постављен иконостас.У до сада доступној архивској и другој грађи не спомиње се аутор пројекта нити главни неимар. Штури запис спомиње предузимача Миту, али је он највероватније био један од извођача али не и главни неимар.

## Архитектура
Црква у Азањи је посвећена Светим Козми и Дамјану, саграђена је у класицистичком духу уз примену елемената романтизма. У основи је једнобродна грађевина просторно подељена на наос са двема певничким апсидама са северне и јужне стране, олтарски простор на истоку и припрату са витким звоником на западу. Фасадну декорацију одликује извођење кордон и вишеструко профилисаног кровног венаца, прислоњених пиластара који прате унутрашњу поделу простора, детаља попут слепих окулуса и посебна обрада улазних портала са наглашеним троугаоним тимпанонима.

## Иконостас
Иконостас храма Светих бесребника Козме и Дамјана уклапа се у традиционална решења. На њему се налазе 27 икона, рачунајући и Распеће Христово. Све иконе сем Царских двери су рађене у техници уља на платну. Иконостас је још 1969. године проглашен спомеником културе и води се под бројем 147/1.
Живопис је дело непознатог мајстора, док је већину икона на иконостасној прегради урадио крајем 19. века Настас Томић, живописац из Крушевца.

## Богослужбене књиге
Храм је опремљен свим потребним богослужбеним књигама.
- Триод, штампан у Москви 1780.
- Службеник, штампан у Београду 1838. године.
- Псалтир, штампан у Москви 1860.
- Антологион, штампан у Москви 1861.
- Типикон-типик, штампан у Москви 1862.
- Октоих,штампан у Москви 1863.
- Цветни триод,штампан у Москви 1867.
- Јеванђеље, штампано у Кијеву 1875.
- Апостол, штампан у Москви 1888.
- Молебноје пјеније, штампано у Петрограду 1893.
- Дванает књига минеја, штампаних у Москви 1897.

## Црквени предмети
- Сребрни путир.
- Сребрни крст, поклоњен цркви 1889.
- Сребрни крст.
- Фрагментирани крст

Међу њима посебно су високе уметничке вредности: дрвена дарохранилица коју је цркви 1889. године приложио Вучко М. Богдановић из Смедерева и престони крст филигранске израде. На њему је сребрном жицом изведен текст посвете: „Овај свети Крст добавио је из Св. Горе јереј азањски поч. Коста р. 1830. умро 1886.г. мес. маја и предаде га сину јереју Михајлу р. 1863.17.2. +, а окова га и украси у Приштини унук му Милорад М. Мајсторовић ђенерал штабни пуковник предаде га брату јереју Кости р. 1894. год. да св. именом Божјим благосиља своје стадо. Лета 1928. августа 29. на св. Јована Приштина“.

## Страдања и обнове
1911. године црква је добила нову ограду око порте, што значи да је у овом периоду црквена порта добила своју форму. 1915. Године када је Аустроугарска господарила овим просторима народ се дао у збегове, а са њима и азањски свештеници. У бојазни да окупатори не опљачкају црквене драгоцености, свештеници су све црквене ствари ставили у дрвене сандуке и закопали их код капеле на гробљу. С обзиром да је рат дуго трајао , закопане ствари су доста пропале, нарочито протоколарне књиге.Црква као грађевина није много страдала, али су аустроугари скинули црквена звона и однели их у тополивницу.Црквена општина је после рата добила одштету од 25.000 динара. 1920 године добровољним прилозима купљена су два звона, док је треће поклонио свештеник Михајло Мајсторовић.
Из архивске документације се не може сазнати каква је оштећења донео Други светски рат.
1971. године црква је доживела једну од својих реконструкција.Обновљена је фасада,као и унутрашње зидне површине.Крајем 20. Века обновљена је спољашња фасада цркве и унутрашње зидне површине.